# Palude Brabbia
La Palude Brabbia è una zona umida di 459 ettari situata a sud del lago di Varese, con i vicini laghi di Biandronno, di Comabbio e Varese congiunti dal canale Brabbia costituisce un insieme ecologico di enorme importanza naturalistica. Nel 1981 viene compresa nel primo elenco dei biotopi e geotopi approvato dal consiglio regionale. Dal 1983 è stata dichiarata Riserva regionale ed affidata alla gestione dell’Amministrazione provinciale di Varese; nel 1984 viene riconosciuta con decreto del ministero dell’Agricoltura come zona umida di importanza internazionale.
Un tempo le paludi erano considerate luoghi malsani, nel 1884 un ricercatore quale il Quaglia descriveva la Brabbia come fonte di "esalazioni miasmatiche, letali e febbrigene [...] con le sue acque limacciose e scialbamente lucenti". Oggi si considera la palude un ecosistema unico e necessario per l'equilibrio globale; mutando il concetto di “paesaggio” si è giunti a riconoscere la qualità estetica del patrimonio naturalistico riconsiderandolo nel contesto più vasto del patrimonio culturale globale. 

## Il Catasto Teresiano
L’evoluzione delle forme del paesaggio storico in relazione alle vicende umane hanno determinato l’aspetto attuale della palude. Il Catasto Teresiano 1734 è il primo documento storico che indica l’estensione e i limiti della Brabbia, in esso i terreni vengono catalogati come “aratorio”, “palude” , “bosco”, “pascolo”, “brughiera”. Gli studi hanno evidenziato un uso del territorio a bassissima intensità di lavoro, segnale di un’economia di sussistenza e di scarsità di popolazione. Borgo Zaccaria possedeva ampie zone coltivate in territorio di Varano Borghi, altri proprietari erano il Visconte di Cairate e Visconte Litta; nei comuni di Cadrezzate e Inarzo la palude era appartenente alle comunità locali che raccoglievano la lisca, pescavano il pesce e cacciavano la selvaggina; la brughiera era invece proprietà del conte Biglia. I tracciati viari congiungevano i paesi descrivendo il periplo della palude ma non la attraversavano. 

## Il Catasto lombardo-veneto
La mappa del catasto lombardo-veneto del 1856 mostra uno sfruttamento più intenso delle risorse con una lottizzazione estesa e differenziata in diverse tipologie dovute alle politiche delle amministrazioni locali. La torba estratta dalla palude comincia a diventare una risorsa molto importante per l’industria. Venne impiegata dalla filatura impiantata dai Borghi sulla riva del Canale Brabbia per sfruttarne originariamente l’energia. La produzione venne incrementata dai moderni macchinari importati dalla Gran Bretagna. 

## Il Cessato catasto nazionale
Il Cessato catasto nazionale del 1949 evidenzia un impoverimento della palude a favore di terreni coltivati con tecniche intensive, i seminativi e di prati irrigui. La paventata bonifica studiata dai tecnici dal 1778 fino al 1945 in nome del miglioramento delle condizioni igienico-sanitarie, rimane un progetto sulla carta contrastato da innumerevoli fattori. La filatura Borghi con il nuovo opificio, terminato nel 1904, raggiunge la massima espansione modificando anche l’urbanistica del paese con la costruzione di edifici pubblici e privati per i lavoratori: creando in tal modo un villaggio operaio su esempio delle Company towns inglesi. I Borghi potenziarono anche il lavoro nelle campagne dando vita a un regime di doppia economia: coltivazione e allevamento da un lato e dall’altro la produzione industriale, che occupava sempre più la manodopera locale. Le grandi proprietà si stavano sgretolando a favore di una parcellizzazione in piccole proprietà private.

## Il dibattito sulla bonifica della palude
Don Stefano Monteggia, ex parroco di Ternate, nel 1774 fu il primo a dare l’idea di bonificare la palude abbassando il livello delle acque del lago di Varese per far riaffiorare le terre. Si creò un consorzio per l’abbassamento delle terre del lago e tra il 1799 e il 1801 l’Amministrazione pubblica, con l’ingegner Taddini prima e poi con gli ingegneri Giussani e De Vecchi proposero un abbassamento del livello di 2,40 metri, ma il costo elevato fece desistere dall’operazione. L’ingegner Giovanni Speroni tra il 1806 e il 1809, intervenendo sul corso dei torrenti Bardello, Cocquio e Fignano, riuscì ad abbassare di qualche centimetro il livello del lago, a questo fece seguito un suo progetto di abbassamento di 3,40 metri che non ebbe seguito perché in quegli anni si cominciò a sfruttare la torba del fondo della palude come combustibile. I Borghi, i Litta, i Quaglia, i Moroni cominciarono a sfruttare la palude e profonde escavazioni, capannoni per l’essiccazione, rotaie, vagoni e solchi dei carri, ne mutarono l’aspetto. Nel 1853 l’ingegner Speroni propose di eliminare il mulino di Cocquio e il cotonificio Crespi per poter ridurre di 4,60 metri il livello delle acque, I Crespi e il conte Litta, proprietari del lago, non lo permisero perché godevano dei diritti di pesca e fecero fallire il tentativo del Consorzio di acquistare il lago. Non ebbero seguito le due proposte dell’ingegner Arcellazzi, rispettivamente del 1872 e del 1875, che, per ovviare ai contrasti tra i proprietari del lago, aveva disegnato la possibilità di abbassare il canale Brabbia che avrebbe incontrato, a 5,45 metri sotto il livello del lago, le acque della palude convogliate in una galleria artificiale per sfociare poi in un torrente immissario del lago Maggiore. Nel 1895 riprese, senza successo, questo stesso progetto l’ingegner Bellati. Nel 1896 Castiglioni e Ciceri proposero di costruire una diga servendosi del lago di Varese come di un serbatoio artificiale. L’ingegner Torelli nel 1898 pensò di innalzare il livello delle acque del lago incrementandone la superficie di 1,7 chilometri, sommergendo la palude e risolvendo in tal modo i problemi igienico-sanitari.

## I paesi che circondano la palude Brabbia

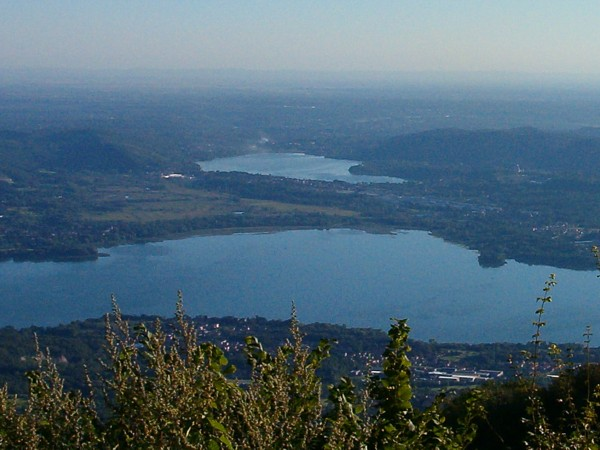
Palude Brabbia

Sei comuni sorgono intorno alla conca della palude Brabbia: Inarzo, Bernate (frazione di Casale Litta), Varano Borghi, Ternate, Cassinetta Rizzone (frazione di Biandronno), Cazzago Brabbia. L’attuale ecosistema della palude è il frutto di eventi naturali e influssi antropici. Varano Borghi, situato a Sud-ovest della Palude, sulle rive del lago di Comabbio, ha avuto uno sviluppo storico di tipo industriale (a partire dal 1819 con il capostipite Pasquale Borgo) dovuto alla famiglia che ha legato il suo nome (1906) all’originaria denominazione pre-romana Var (zona con presenza d’acqua). Varano divenne un villaggio operaio, anticipando di alcuni decenni il più famoso Crespi D’Adda e i Borghi, a differenza di altri casi analoghi, potenziarono una doppia economia: industriale e agricola. Fecero fruttare al massimo il territorio con l’allevamento zootecnico nello “stallone”, la troticoltura e la itticoltura di specie pregiate nel lago di Comabbio insieme alla coltivazione di fiori di loto, l’estrazione e la commercializzazione della torba di palude.
Cassinetta Rizzone, piccolo paese che si incontra dirigendosi a nord verso il lago di Varese, non ha influito sulla storia della palude, così come Cazzago Brabbia, la cui amministrazione svendette a un prezzo minore del valore effettivo le terre della Palude e l’attività produttiva si orientò prevalentemente verso la piscicoltura praticata nel lago di Varese. Ad Angelo Quaglia, cittadino di Cazzago, si devono i ritrovamenti archeologici nella Torbiera: Mara, Fosso di Mezzo e Ponti, nel territorio di Cazzago, sono tre dei 14 insediamenti palafitticoli rinvenuti tra il lago di Varese e la palude; i numerosi oggetti rinvenuti in questi siti, risalenti dall’età neolitica fino a quella del bronzo, sono custoditi nei Musei civici di Varese e nel Museo nazionale preistorico etnografico Luigi Pigorini di Roma.
Costeggiando la Palude Torbiera e ridiscendendo verso sud si entra nei territori di Inarzo, Bernate e Casale Litta. Dai documenti risulta che nel 1725 a Casale Litta appartenevano gli altri due borghi costituendo un unico comune. Inarzo, di probabile fondazione gallica, ha nel suo gonfalone due ninfee della palude Brabbia: segno dell’importanza che essa esercitava per l’economia del paese. L'estrazione della torba, il taglio della “lisca” insieme all’agricoltura rappresentarono le attività principali fino a quando nei primi anni del XX secolo fu fondata da Luigi Daverio la “Tessitura di Inarzo” che contribuì a dare sviluppo al paese, tanto che molti abitanti abbandonarono l’attività agricola per lavorare nella fabbrica.